# Wendelin Foerster
Wendelin Foerster (* Wildschütz / Vlčice, Bohemia, 10 de febrero de 1844; †Bonn, 18 de mayo de 1915), romanista checoaustriaco.

## Biografía
Förster nació en Wildschütz, Silesia (actual Vlčice, República Checa) y estudió en Viena , donde se doctoró en 1872 como alumno de Johannes Vahlen. Tras un viaje de estudios a París, obtuvo su habilitación en Viena con una disertación sobre filología románica. En 1874, se convirtió en profesor asociado de la Universidad de Praga y, dos años más tarde, fue nombrado catedrático de la Universidad de Bonn, sucesor de Friedrich Christian Diez. Uno de sus logros más destacados fue el establecimiento definitivo de la transmisión bretona de la leyenda artúrica.